# کپور برفی
کپور برفی(نام علمی: Schizopygopsis stoliczkai) نام یک گونه از تیره کپورماهیان است.